# André Beltrami
Andrea ou André Beltrami (n. Omegna, Novara, 29 de novembro de 1870 - m. Turim, 30 de dezembro de 1897), foi um sacerdote salesiano italiano. Destacou-se por sua piedade, seu amor a Cristo e a Eucaristia.

## Biografia
Andrea começou a estudar em outubro de 1883 no colégio salesiano de Lanço (Itália). Foi ali onde madurou sua vocação. Em 1886 recebeu em Foglizzo o hábito clerical das mãos de Dom Bosco. Em 1888 e 1889, em Turim-Valsalice realizou os dois cursos trienais, que concluiu com seus respectivos títulos acadêmicos, como aluno livre. Nestes anos conhece a Augusto Czartoryski, que acabava de ingressar na congregação salesiana e que cairá doente de tuberculose pouco tempo depois. Será André quem cuidará dele até sua morte. Pouco tempo depois André, contraiu a mesma doença que levá-lo-ia à morte. 
Em 1893 é ordenado sacerdote por monsenhor Giovanni Cagliero. Morreu em Turim, em 30 de dezembro de 1897. Seu corpo repousa na igreja de Omegna.
É sua a tradução italiana da edição crítica dos primeiros volumes da obra de São Francisco de Sales.
Foi declarado venerável no 5 de dezembro de 1966 pelo papa Paulo VI.